# Giuseppe Orlando (nave soccorso)
La Giuseppe Orlando è stata una nave soccorso (già posamine) della Regia Marina, già motonave mista italiana.

## Storia

LOrlando in servizio civile, con i colori della Navigazione Toscana.

Costruita nel 1936 dai cantieri Orlando di Livorno per la Società anonima di Navigazione Toscana, con sede nella stessa Livorno, l'unità era in origine una motonave mista da 838 tonnellate di stazza lorda. Iscritta con matricola 223 al Compartimento marittimo di Livorno, la nave svolgeva servizio locale di collegamento e trasporto merci e passeggeri tra i porti della Toscana e l'arcipelago elbano, specie sulla rotta che collegava Piombino e Portoferraio. Il suo primo comandante fu il capitano Ernesto Astarita. Sebbene di dimensioni relativamente piccole (adatte, del resto, al suo impiego per il servizio costiero), l'Orlando, la cui entrata in servizio (22 ottobre 1936) rimpiazzava il vecchio piroscafo Santo Stefano e completava il programma di ampliamento della flotta della S. A. Toscana, era una motonave molto moderna, in grado di raggiungere la discreta velocità di 15 nodi e dotata di metadinamo che generava corrente continua ad intensità costante, per gli apparati ed i servizi di bordo.
Il 19 maggio 1940, poco prima dell'ingresso dell'Italia nella seconda guerra mondiale, la Giuseppe Orlando venne requisita a Livorno dalla Regia Marina ed iscritta nel ruolo del naviglio ausiliario dello Stato, con denominazione M 1 ed impiego come posamine. Dopo i lavori di adattamento a posamine (imbarco di cannocini e mitragliatrici e di ferroguide per la posa di mine), la piccola unità venne assegnata al Gruppo Navi Ausiliarie Dipartimentali del Dipartimento Militare Marittimo «Alto Tirreno», con base a La Spezia.
Tra il 9 ed il 15 giugno 1940 l'Orlando, insieme ai posamine Fasana e Crotone ed al posamine ausiliario Elbano Gasperi, anch'esso requisito alla Società Toscana, effettuò la posa di alcuni campi minati difensivi nelle acque dell'isola d'Elba, sotto la scorta delle vecchie torpediniere Curtatone e Carini e della più moderna Sirio.
Nell'agosto 1940 la caratteristica venne mutata in S 1 e la nave venne sottoposta a lavori di trasformazione in nave soccorso (adibita ovvero a missioni di salvataggio di naufraghi e specialmente – essendo l'Orlando classificata «nave salvataggio aerei» – di equipaggi di aerei abbattuti o precipitati, tenendosi pronta a muovere in mezz'ora), che comportarono l'eliminazione dell'armamento e delle sistemazioni per la posa delle mine, l'imbarco di dotazioni mediche – una decina di posti letto ed attrezzature per operazioni chirurgiche d'emergenza e per cure da shock traumatici, ipotermia, annegamento ed ustioni – e personale sanitario e l'adozione della colorazione stabilita dalla Convenzione di Ginevra per le navi ospedale (scafo e sovrastrutture bianche, fascia verde interrotta da croci rosse sullo scafo e croci rosse sui fumaioli). Terminati i lavori, l'Orlando, prima nave soccorso italiana, rientrò in servizio tra novembre e dicembre 1940.
Il 30 dicembre 1940 la piccola unità venne assegnata alla base di Tobruch e là inviata, divenendo la prima nave soccorso ad operare in Nordafrica. Il 4 gennaio 1941, nell'imminenza della caduta di Bardia (5 gennaio) e Tobruch (22 gennaio) di fronte all'avanzata britannica, l'Orlando venne trasferita a Bengasi, da dove venne impiegata sulle coste cirenaiche sia per trasportare feriti e malati che per il soccorso ai naufraghi.
Il 22 gennaio 1941, durante un attacco aereo notturno inglese su Ras Hilal, l'Orlando, che vi si trovava all'ormeggio correttamente contrassegnata ed illuminata, rimase leggermente danneggiata da alcune schegge. Ne seguì una lunga controversia tra i governi italiano e britannico presso gli organi internazionali di Ginevra: Roma, infatti, denunciò il danneggiamento di una nave protetta dalle norme internazionali e riconoscibile, mentre Londra replicò che la Convenzione dell'Aja non tutelava navi di così ridotte dimensioni: l'Italia rispose che l'articolo 5 della Convenzione di Ginevra del 1907 affermava che anche le unità minori adibite a ruoli sanitari ed ospedalieri dovevano essere contrassegnate ed andavano considerate come protette (e gli stessi inglesi dividevano le loro navi ospedale in «Hospital Ships», di maggiori dimensioni, «Hospital Carriers», corrispondenti per dimensioni alle navi soccorso italiane, e «Water Ambulances», con scarso pescaggio e chiglia piatta, pretendendo la protezione di tutte e tre le categorie). Da parte britannica il Foreign Office concluse denunciando il cannoneggiamento, avvenuto il 6 dicembre 1940, della nave ospedale britannica Somersetshire durante l'imbarco dei feriti a Tobruch, da parte delle batterie costiere italiane, e dando sostanzialmente ad intendere che il danneggiamento dell'Orlando poteva considerarsi una rappresaglia (in realtà è sostanzialmente impossibile che la Somersetshire sia stata cannoneggiata dalle batterie di Tobruch, dato che il 6 dicembre 1940 il fronte in Nordafrica era ancora 300 km ad est della città). A rafforzare la posizione inglese e concludere la vertenza a Ginevra vi fu comunque il fatto che la nave ospedale britannica Dorsetshire venne lievemente danneggiata il 31 gennaio 1941 da un attacco aereo della Luftwaffe, al largo di Sollum.
Il 12 febbraio 1941 l'Orlando venne inviata a soccorrere il piroscafo tedesco Mauly, silurato e gravemente danneggiato dal sommergibile britannico Utmost in posizione 32°50' N e 13°20' E, mentre era in navigazione in convoglio (insieme al piroscafo italiano Tembien ed alla motonave tedesca Leverkusen, con la scorta della torpediniera Centauro) alla volta di Tripoli. Dato che il mare grosso avrebbe impedito di trasbordare con sicurezza l'equipaggio della nave tedesca, come affermarono concordemente il comandante ed il direttore sanitario dell'Orlando, la nave soccorso prese a rimorchio il Mauly (azione difficilmente compatibile con il ruolo di una nave soccorso), trainandolo verso Tripoli, dove venne poi condotto da rimorchiatori usciti dal porto libico.
Caduta anche Bengasi, l'Orlando venne dislocata a Tripoli, da dove, nel marzo 1941, proseguì con le proprie missioni di soccorso. A partire da aprile l'unità iniziò ad essere impiegata insieme alla più piccola nave soccorso Epomeo giunta dalla Sicilia: durante la prima controffensiva italo-tedesca in Libia le due navi assicurarono così un continuo servizio di evacuazione dei feriti verso le retrovie, navigando lungo la costa libica.

Il relitto semiaffondato dellOrlando fuori dal porto di Tripoli

Dopo la distruzione del convoglio Tarigo (16 aprile 1941), che aveva causato l'affondamento di tre cacciatorpediniere e cinque mercantili dell'Asse ed un cacciatorpediniere britannico, l'Orlando venne inviata per due giorni a perlustrare le acque dello scontro (nei pressi delle secche di Kerkennah) alla ricerca di naufraghi. Le numerose unità navali (dapprima cacciatorpediniere e torpediniere italiane inviate sul luogo, poi unità minori ed ausiliarie partite da Tripoli, nonché, oltre all'Orlando, la nave ospedale Arno ed i trasporti in transito in quelle acque) recuperarono complessivamente 1271 superstiti, su circa 3.000 uomini imbarcati sulle navi affondate.
Alle 17.45 del 3 maggio 1941, mentre usciva dal porto di Tripoli, la Giuseppe Orlando urtò una mina magnetica ed affondò in breve tempo, lasciando emergere la parte superiore di sovrastrutture e fumaiolo. Perirono con la nave otto (per altre fonti dieci) tra ufficiali, sottufficiali e marinai.
La Giuseppe Orlando aveva effettuato in tutto sei missioni di soccorso.
Dodici giorni dopo anche la nave soccorso San Giusto, inviata a rimpiazzare l'Orlando, subì la stessa sorte mentre si accingeva ad entrare nel porto di Tripoli.